# كلينتون بي. فيسك
كلينتون بي. فيسك (بالإنجليزية: Clinton B. Fisk)‏ هو شخصية أعمال وضابط أمريكي، ولد في 8 ديسمبر 1828 في York, New York ‏ في الولايات المتحدة، وتوفي في 9 يوليو 1890 في نيويورك في الولايات المتحدة.